# San Rafael (Bulacan)
San Rafael (Bayan ng San Rafael) är en kommun i Filippinerna. Kommunen ligger på ön Luzon, och tillhör provinsen Bulacan. Folkmängden uppgår till 69 770 invånare.

## Barangayer
San Rafael är indelat i 34 barangayer.
| - BMA-Balagtas - Banca-banca - Caingin - Coral na Bato - Cruz na Daan - Dagat-dagatan - Diliman I - Diliman II - Capihan - Libis - Lico - Maasim | - Mabalas-balas - Maguinao - Maronquillo - Paco - Pansumaloc - Pantubig - Pasong Bangkal - Pasong Callos - Pasong Intsik - Pinacpinacan - Poblacion | - Pulo - Pulong Bayabas - Salapungan - Sampaloc - San Agustin - San Roque - Talacsan - Tambubong - Tukod - Ulingao - Sapang Pahalang |

## Bildgalleri

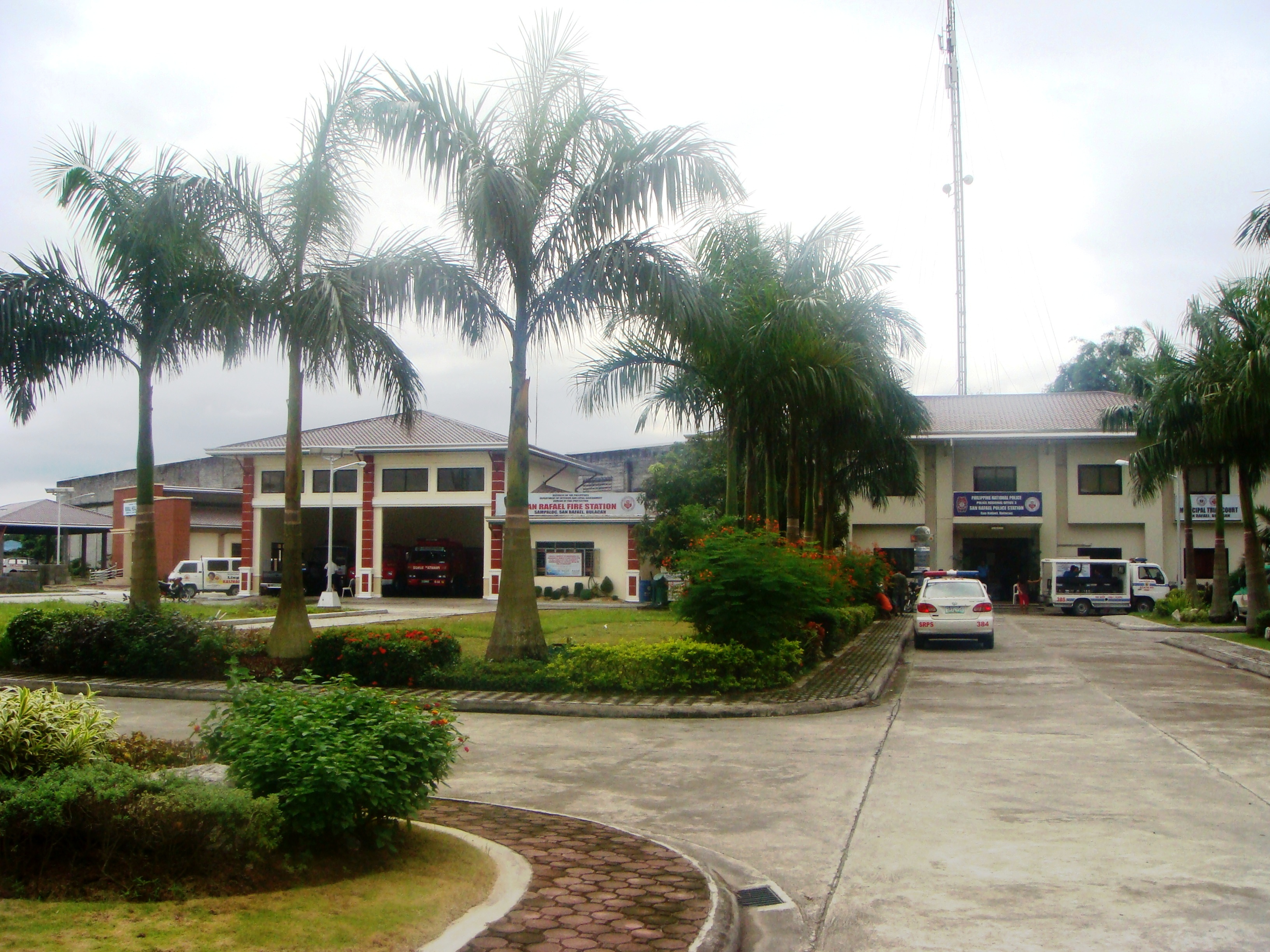
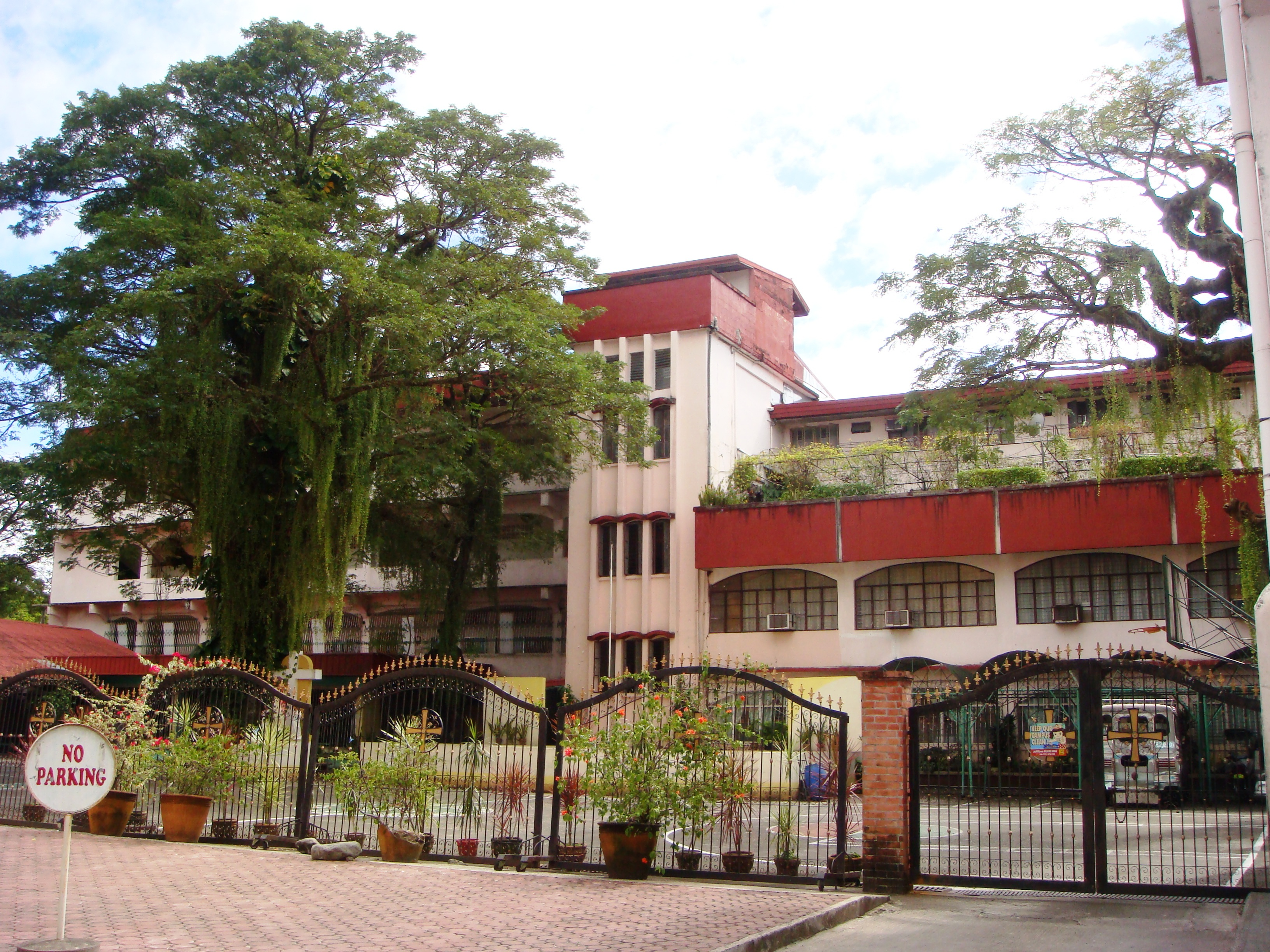
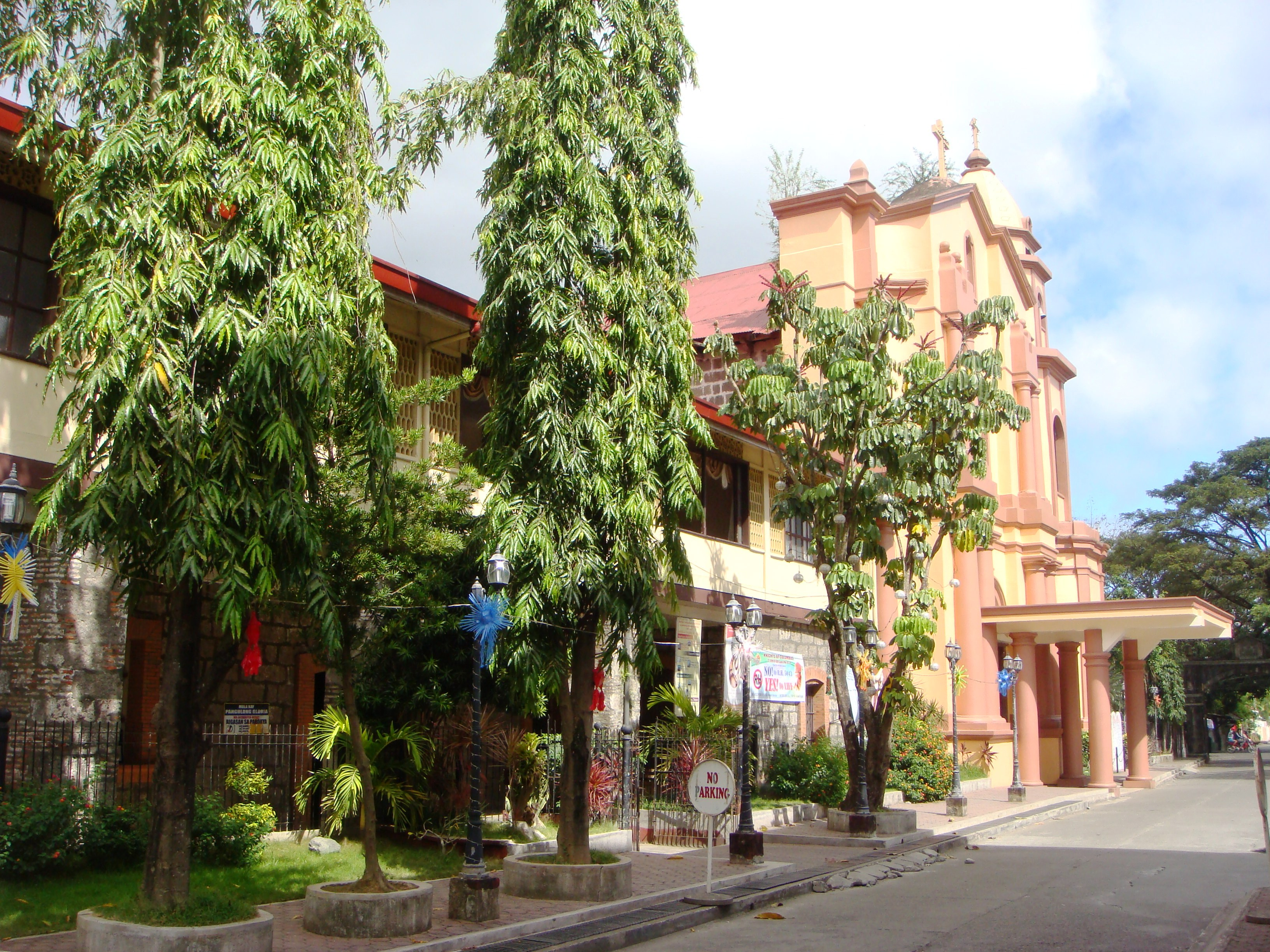
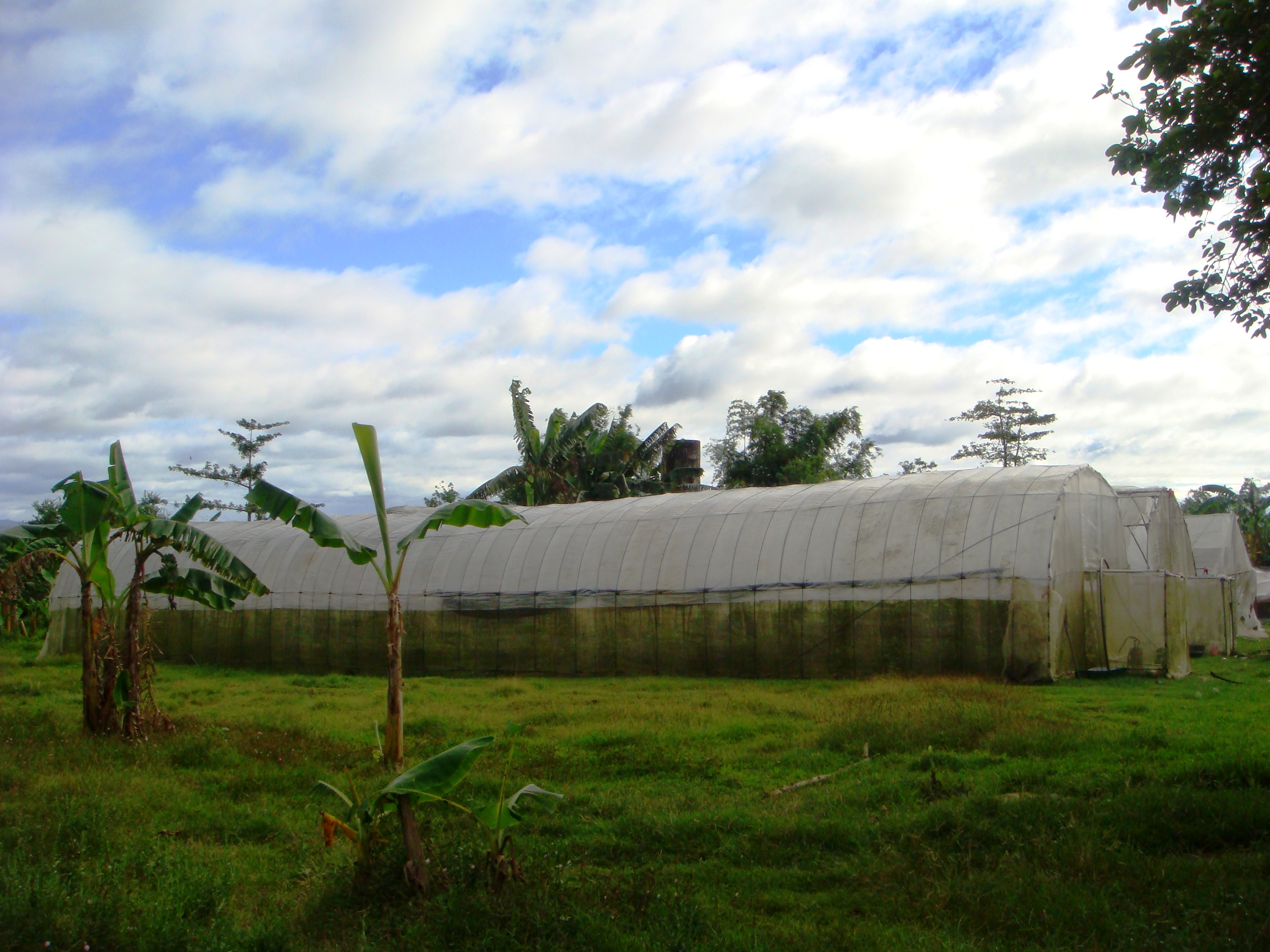